# Кобозя Вальдемар
Вальдема́р Ібн Кобо́зя — російський шансоньє, автор пісень російського шансону 90-х. Учасник російського гурту «Базар-Вокзал».

## Біографія
Вальдемар ібн Кобозя — псевдонім Володимира Козлова, автора-виконавця, шансоньє, сценариста, спортивного оглядача, журналіста, ведучого урочистих заходів і безлічі програм. Народився у місті Ульяновську. Творчість співака починається з 14 років, коли було написано першу пісню. Але професійна творча кар'єра почалася з 1986 року, в цьому році він починає співпрацювати з гуртом «Модные голоса», екс гурт «Круїз». Саме в цей час «Вальдемар» починає роботу над першим альбомом. 1993 року було знято кліп Вальдемара «Недоношенный» режисером Бахатом Килибаєвим, відомий за фільмом «Голка» з Віктором Цоєм у головній ролі.

## Дискографія
- Страна Дураков (1991)
- Отсосиновики (1992)
- Привет от Вальдемара (1994)
- Недоношенный (1995)
- Сухари-сухарики (1995)
- Нинка (1996)
- А у кафе Метелица (2004)
- О царевне не смеяяне, почти что обезьяне (2004)
- Огонь, вода и Емелина балда (2004)
- Притча о Елисеевом яйце (2004)